# Бласдел (Њујорк)
Бласдел (енгл. Blasdell) град је у америчкој савезној држави Њујорк.

## Демографија
По попису из 2010. године број становника је 2.553, што је 165 (-6,1%) становника мање него 2000. године.
| Група             | 2000.         | 2010.         |
| Белци             | 2.589 (95,3%) | 2.371 (92,9%) |
| Афроамериканци    | 6 (0,2%)      | 36 (1,4%)     |
| Азијати           | 2 (0,1%)      | 11 (0,4%)     |
| Хиспаноамериканци | 94 (3,5%)     | 95 (3,7%)     |
| Укупно            | 2.718         | 2.553         |